# Великий Усатівський цвинтар
Великий Усатівський цвинтар — історичний некрополь, розташований у селі Усатове Одеського району Одеської області. У центрі кладовища розташований курган, внесений до переліку пам'яток археології. Навколо кургану розташовані численні козацькі поховання. Цей цвинтар, як і Куяльницький цвинтар, що знаходиться на схилі Шкодової гори, був уперше зафіксований на початку 20-х рр. XX ст., під час проведення археологічних досліджень пам'яток усатівської культури.

## Історія виникнення

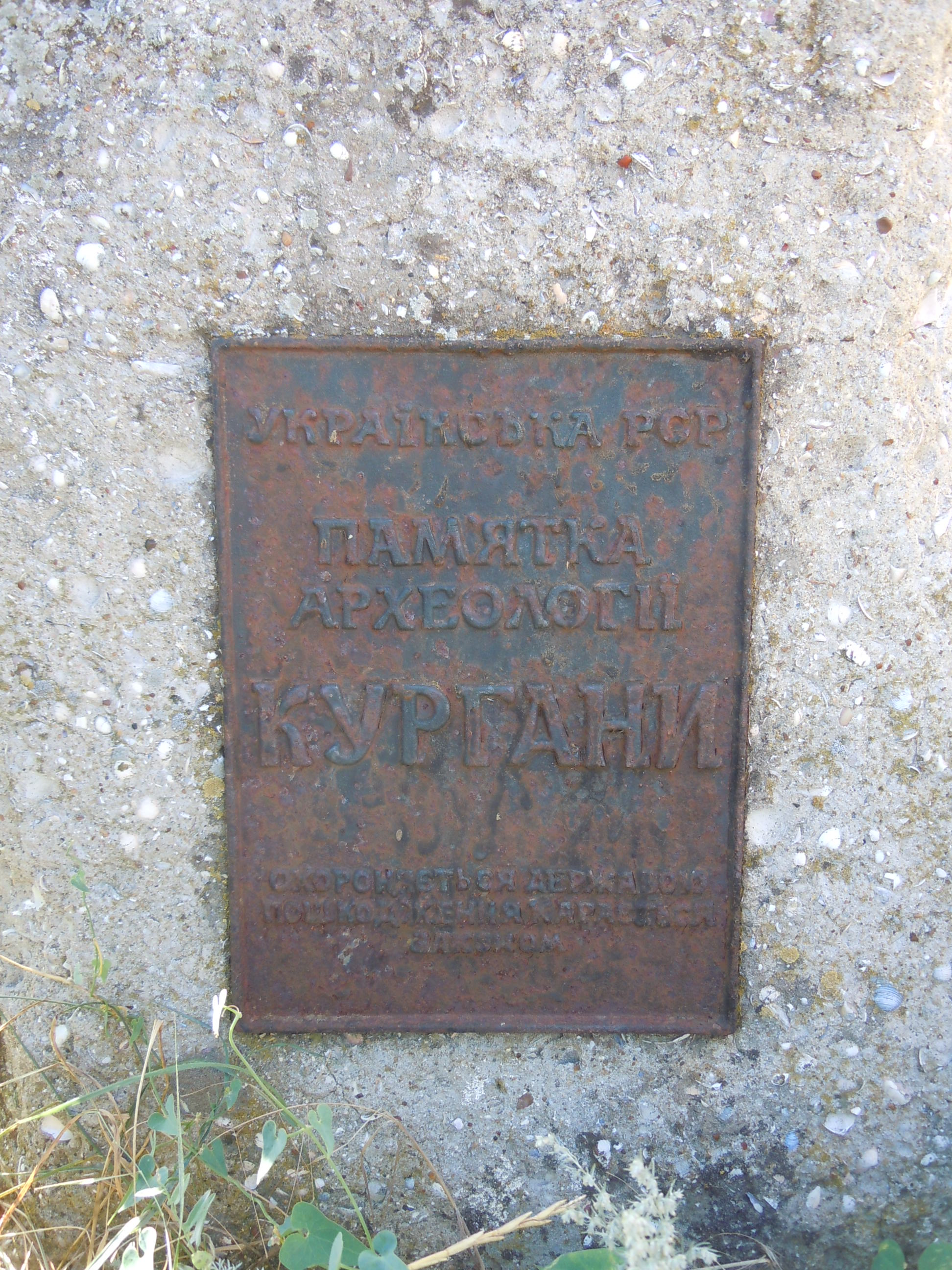
Табличка на Великому Усатівському цвинтарі - Пам'ятка археології: Кургани

Цвинтар розташований на верхівці Шкодової гори, яка є центром виникнення Усатівської культури. На горі та в околицях розкопано 18 курганів з кромлехами і два безкурганні могильники. Прикметною рисою обряду поховань було укладання померлих в ямах в скорченому стані на лівому боці. У центральних могилах під курганним насипом поховано родових ватажків. У похованнях знайдено мідні кинджали, сокири, шила, а також глиняний посуд. Таким чином, перші поховання тут виникли ще у 2400–2000 рр. до н. е.
У 70 рр. 18-го століття відбулося переселення у цей регіон козаків-запорожців, які й заснували станицю Усатове. Тоді, власне, і виник сучасний цвинтар, на якому ховали своїх померлих вихідці із Запорізької Січі, а згодом чорноморські козаки та їхні нащадки. Типові козацькі надгробки представлені кам'яними хрестами, серед яких науковці виділяють 32 типи, за якими можливо визначити соціальний статус похованого.

## Сучасний стан

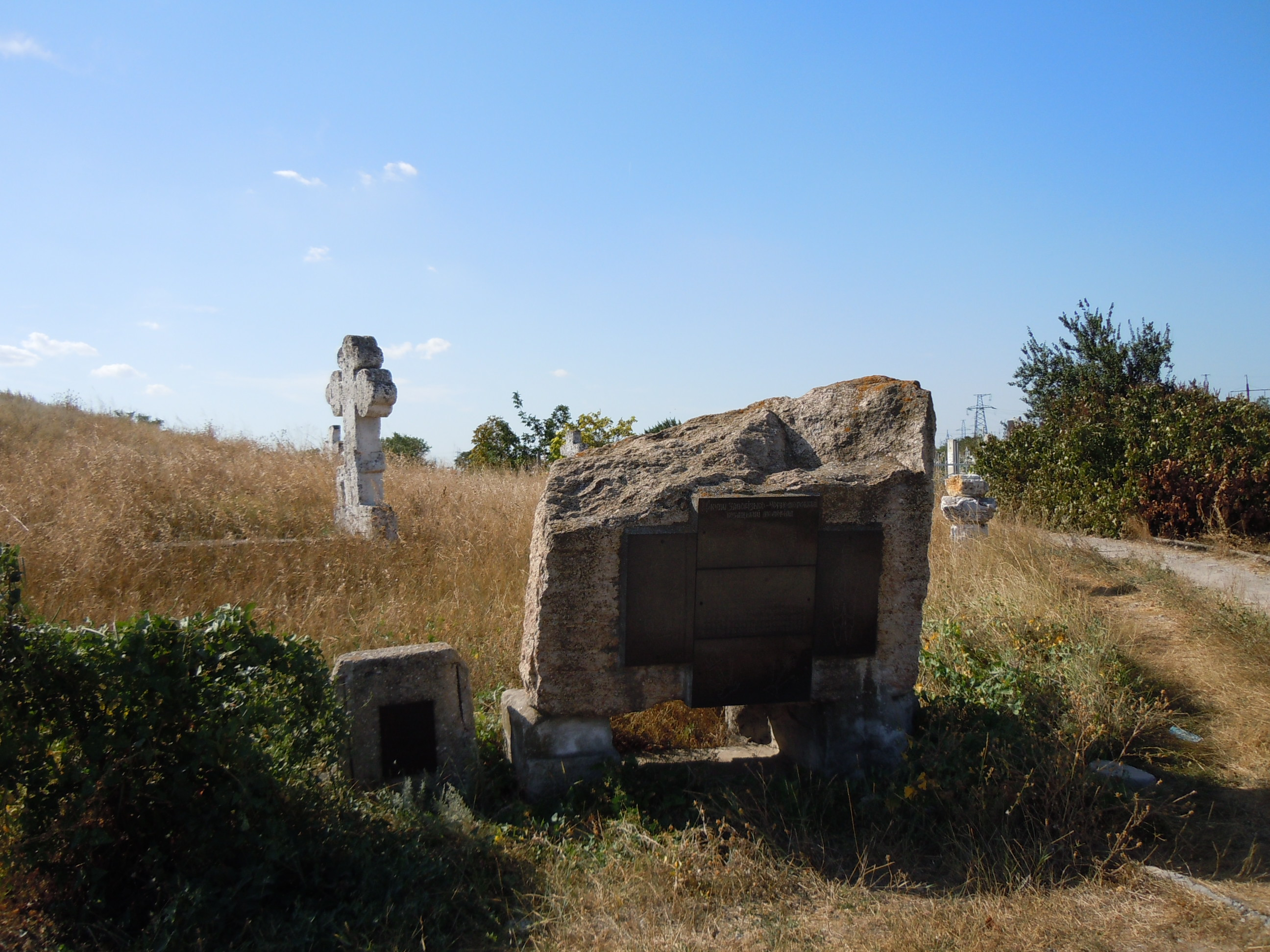
Сучасний меморіальний камінь, встановлений на підніжжі кургану

Довгий час кладовище лишалося недослідженим. Інтерес до цього некрополя виник наприкінці 1980-х років, коли у суспільстві з'явилася увага до історико-культурної спадщини. У додаток до вже існуючого знаку «Пам'ятка археології» на цвинтарі був встановлений камінь у ролі козацького меморіалу.
На цвинтарі залишилося лише близько півсотні цілих кам'яних козацьких хрестів. Хрести все частіш руйнуються переважно під зовнішнім впливом. Багато хрестів повалені, на них наявні численні сліди пошкоджень. У період з 1994 по 2001 рр. відбувалися певні кроки щодо уповільнення руйнування історичного некрополя. Кладовище доглядалося переважно із боку козацьких організацій. Однак, крім позитивного впливу, відбувалися й негативні зміни. Так, для посилення українства намогильних хрестів на деяких з них були видряпані «тризуби».
Але в останні роки увага з боку козацьких громад припинилася, місцева влада також не зацікавлена у збереженні пам'ятки. У жовтні 2011 р. Одеська обласна організація ВО Свободи звернулася до Президента України з вимогою внести цвинтар до реєстру пам'яток культурної спадщини та взяти під охорону держави.

## Галерея

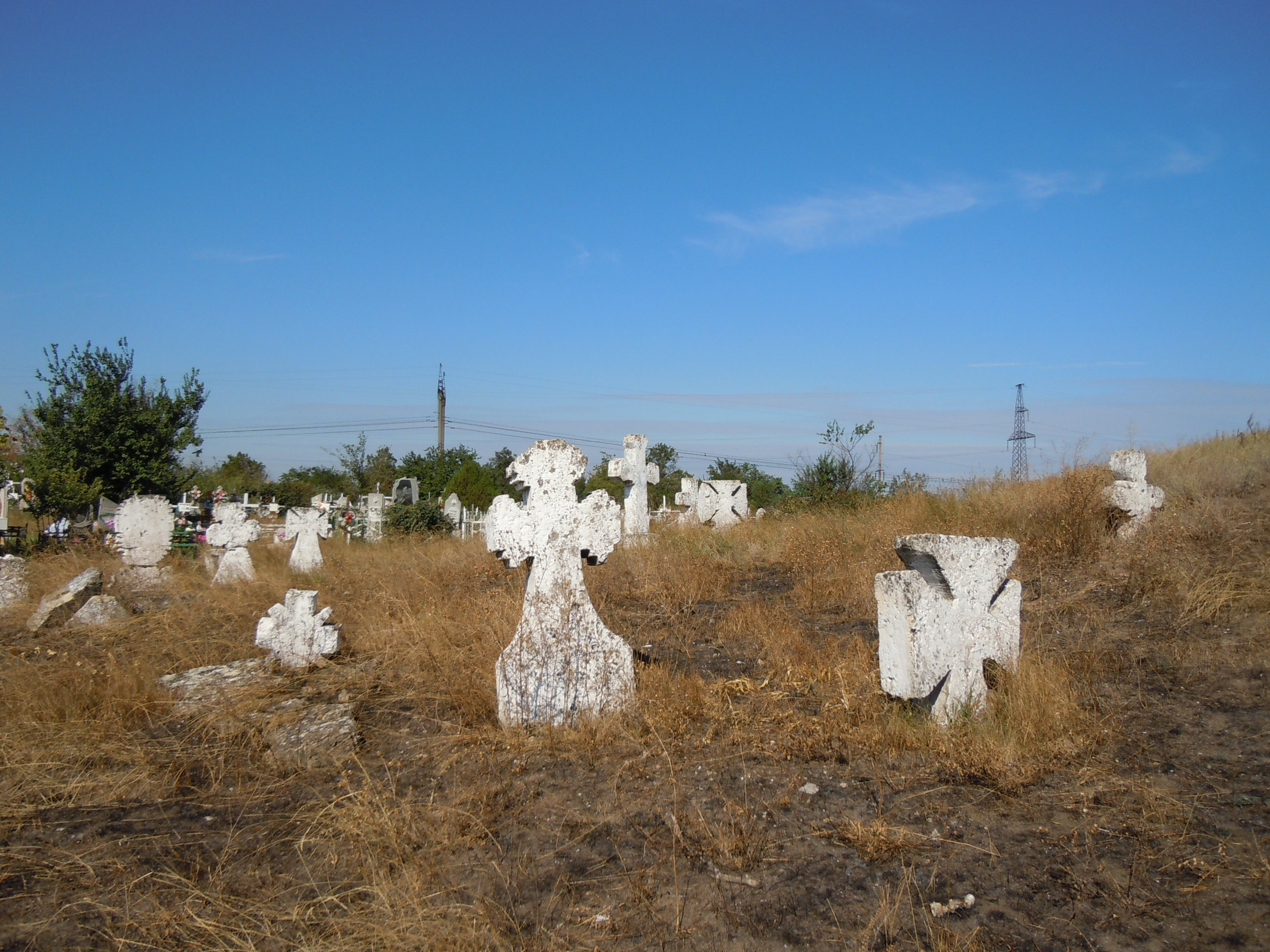
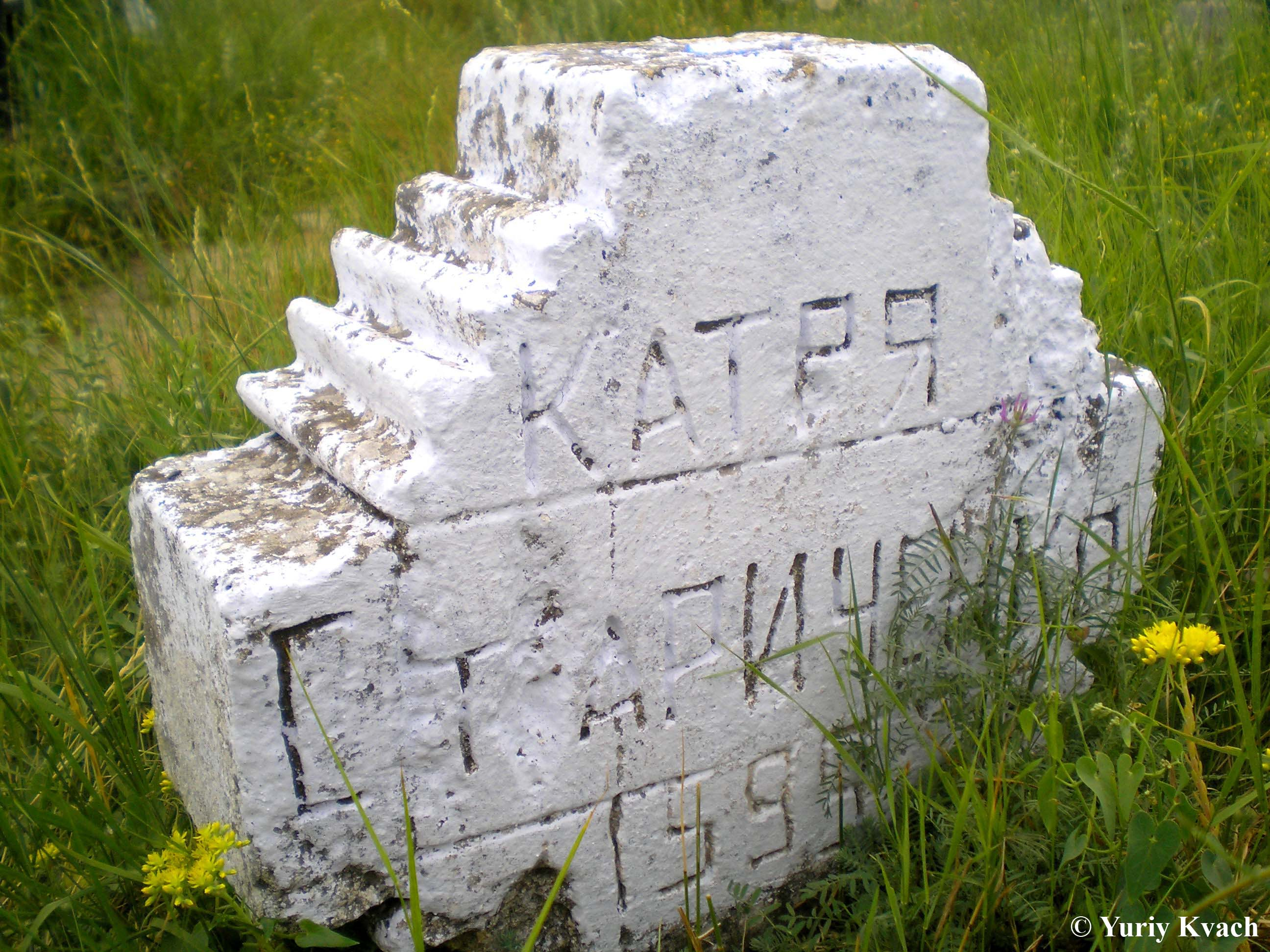
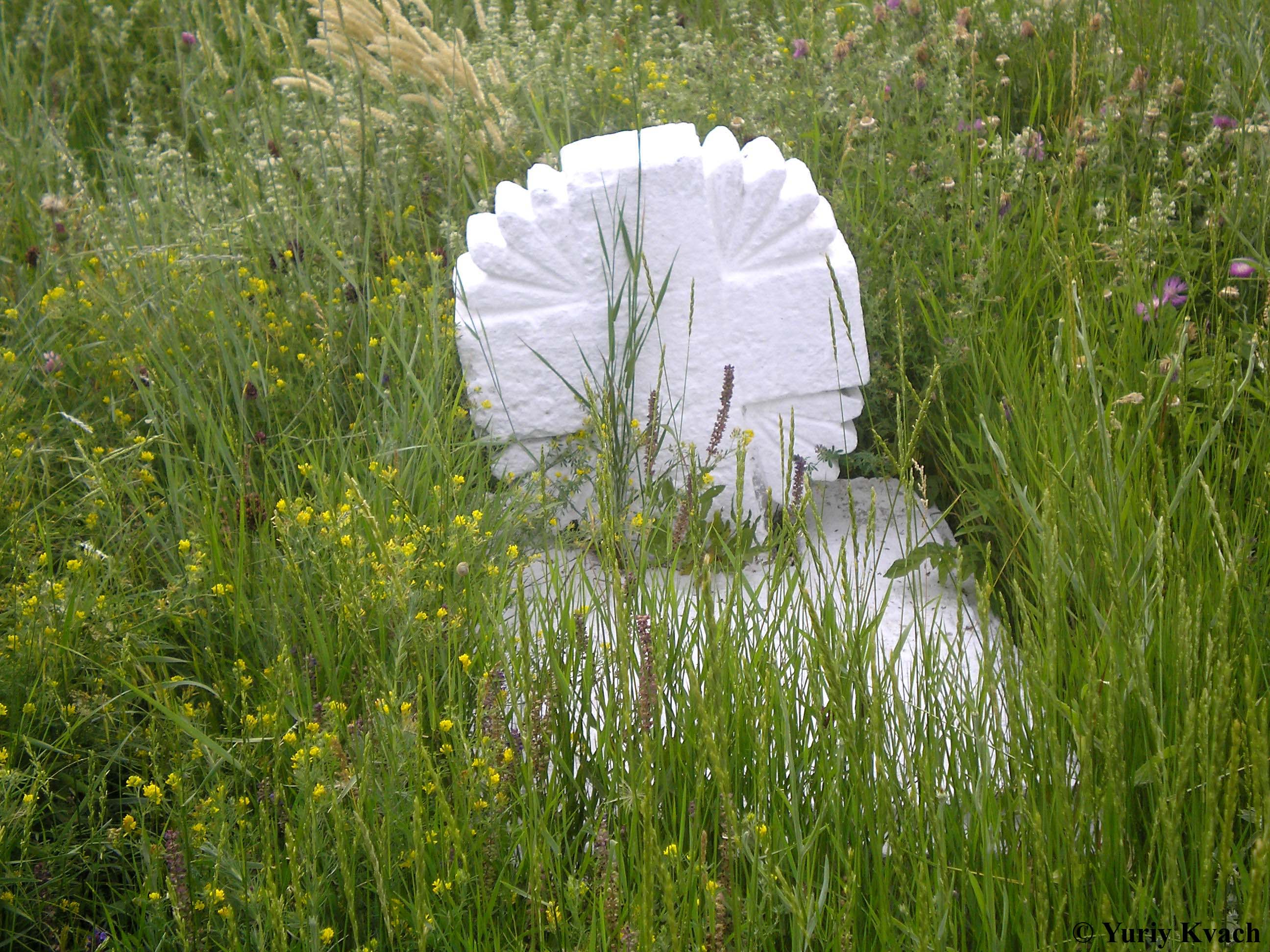
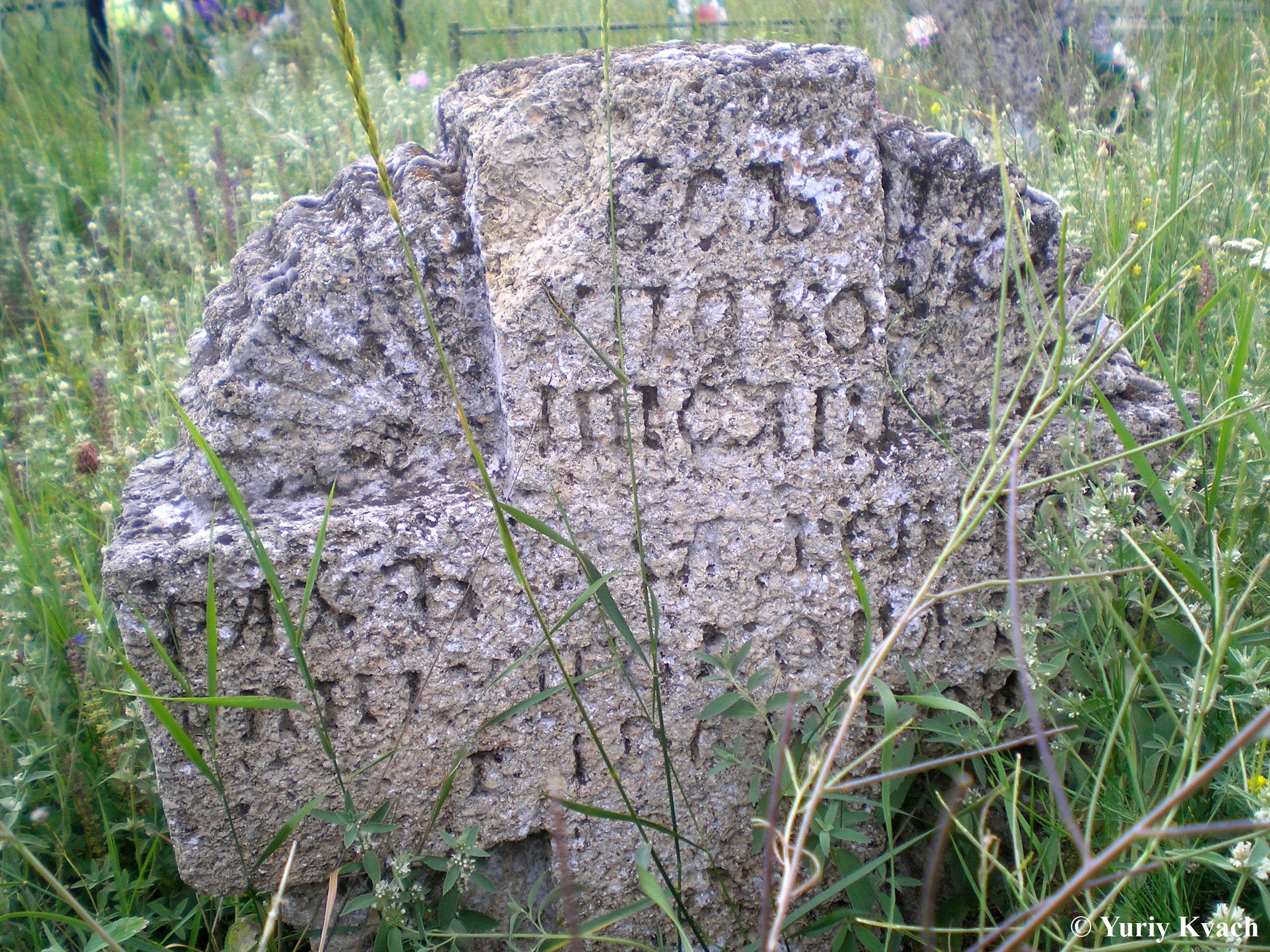
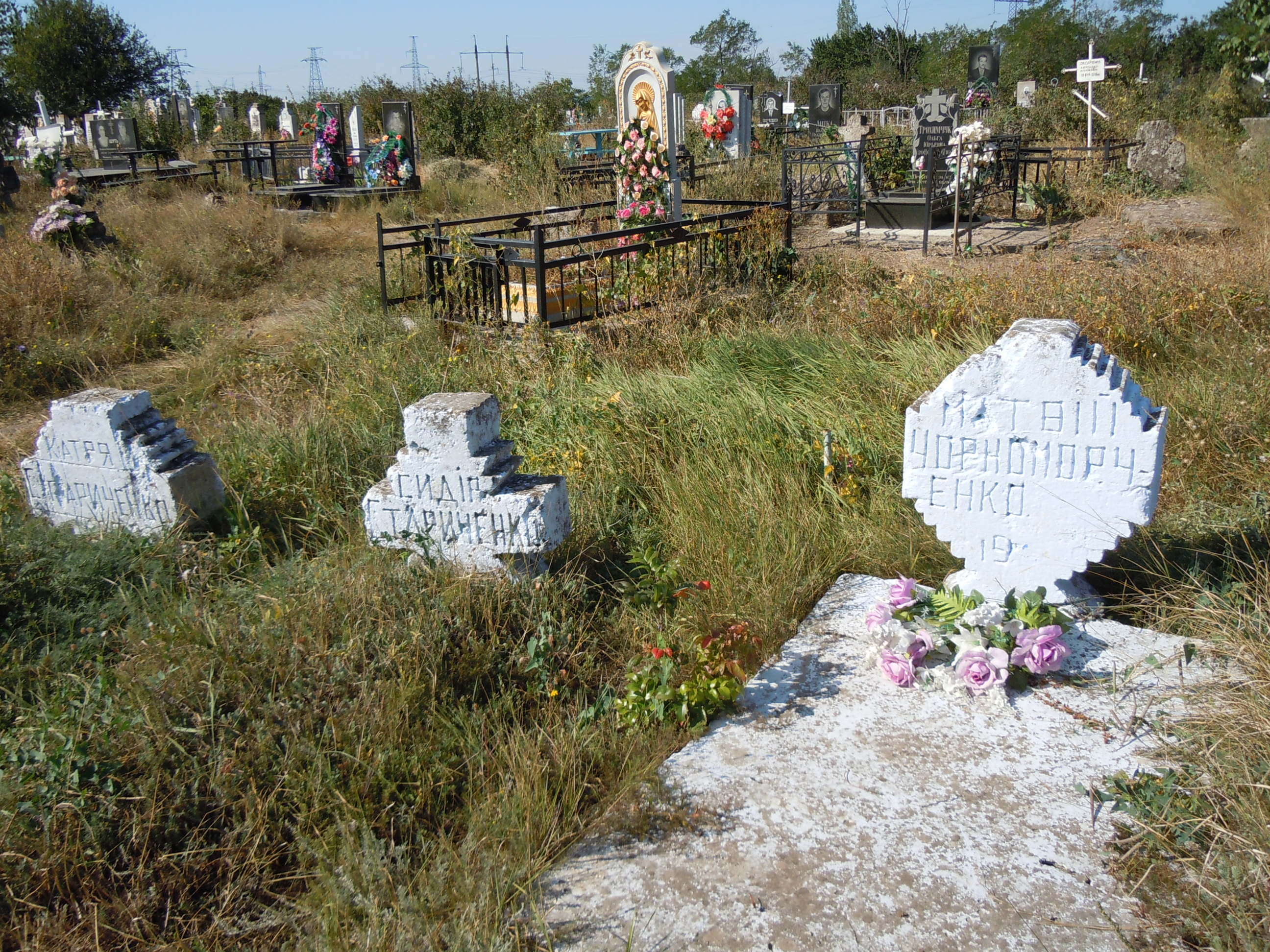
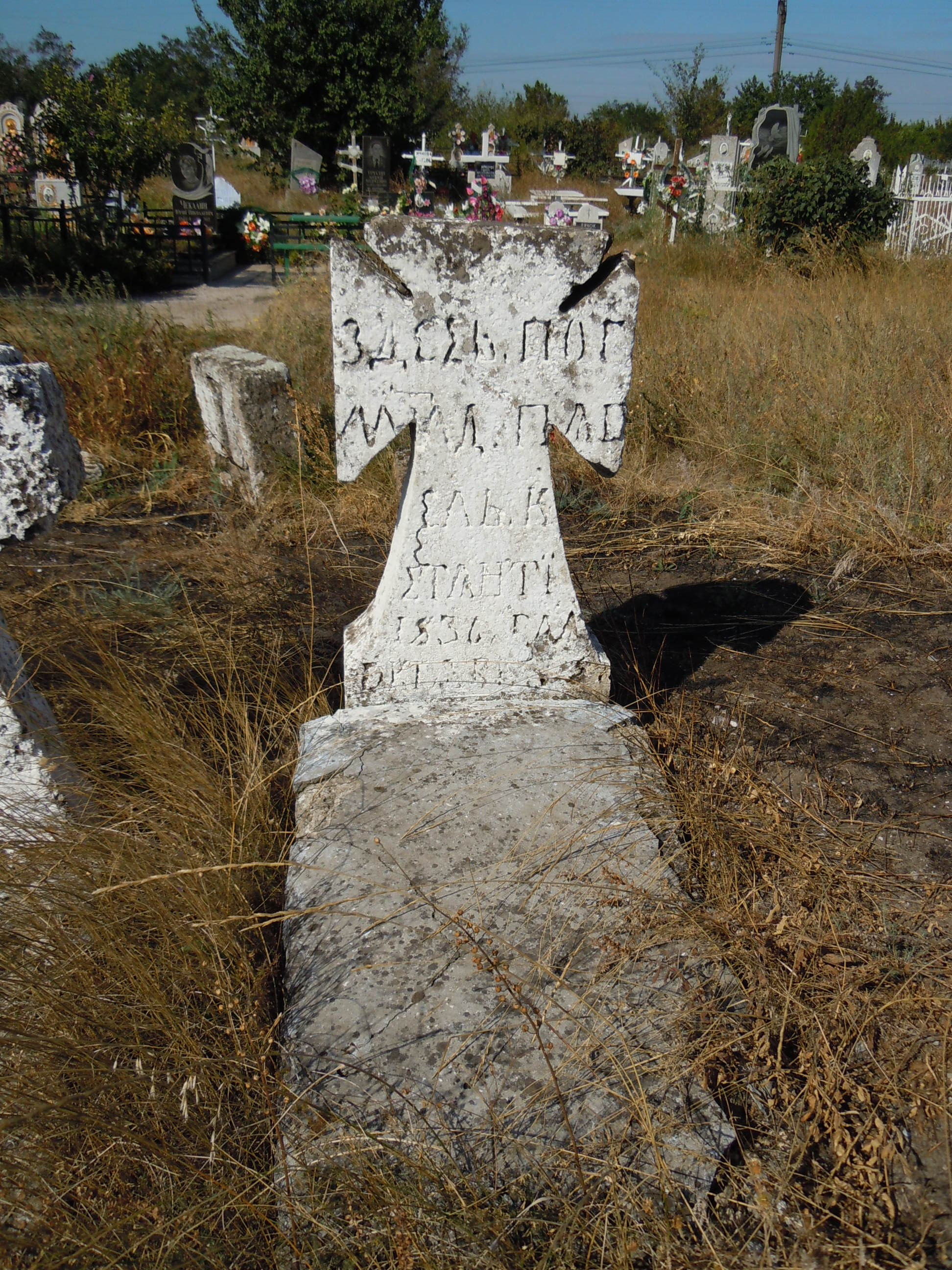